# Зегімер
Зегімер (д/н—після 15)— вождь херусків. Ім'я перекладається як «Завойовник».

## Життєпис
Походив зі знатного роду. Був одним з вождів херусків. Внаслідок успіхів римлян в Германії стає їх союзником, а його сини Арміній і Флав отримали римське громадянство, їх зараховано було до римського війська як очільників допоміжних загонів. Згідно з Діоном Кассієм, Зегімер підтримав свого сина під час повстання проти римлян у 9 році, брав участь у битві в Тевтобурзькому лісі.
У 14—15 роках був одним з вождів германських племен, що організовував опір римському військовику Германіку. Зрештою, після декількох поразок, вимушений був здатися легату Стертинію. Його було відправлено до форту Колонія Агриппіна (нинішній Кельн). Подальша доля Зегімера невідома.